# Sorbus hudsonii
Sorbus hudsonii är en rosväxtart som beskrevs av K.D. Rushforth. Sorbus hudsonii ingår i släktet oxlar, och familjen rosväxter. Inga underarter finns listade i Catalogue of Life.